# Ika-6 na Utos
Ika-6 na Utos est une série télévisée philippine diffusée du 5 décembre 2016 au 10 mars 2018 sur GMA Network.

## Synopsis
Rome et Emma ont des problèmes et lorsque des problèmes surviennent, leur mariage commence à être compromis. Rome rencontre finalement la Géorgie, qui deviendra sa maîtresse.

## Distribution

### Acteurs principaux
- Sunshine Dizon : Emma Doqueza de Jesus-Fuentabella
- Gabby Concepcion : Jerome "Rome" Fuentabella
- Ryza Cenon : Georgia "Adyang" Ferrer

### Acteurs secondaires
- Mike Tan : Angelo Trinidad
- Rich Asuncion : Flora "Flor" Trinidad
- Daria Ramirez : Lourdes Doqueza-de Jesus
- Carmen Soriano : Margarita vda. de Fuentabella
- Marco Alcaraz : Chandler Vasquez
- Mel Martinez : Zeny
- Arianne Bautista : Anselma "Selma" Del Rosario

### Acteurs récurrents
- Odette Khan : Consuelo "Loleng" Domingo vda. de Guidotti
- Marife Necesito : Vicky
- Ollie Espino : Mando
- Rosemarie Sarita : Mildred Ferrer
- Eunice Lagusad : Becca
- Angelica Ulip : Milan de Jesus Fuentabella / Sydney Ferrer Fuentebella
- Cai Cortez : Charlotte Amalie "Char" Ledesma
- Pen Medina : Antonio “Noel” de Jesus
- Angelika Dela Cruz : Geneva "Gengen" Ferrer-Takahashi
- Jacob Briz : Austin de Jesus Fuentabella
  - Zach Briz : Austin de Jesus Fuentabella (jeune)

## Diffusion
- GMA Network (2017)
- GMA Pinoy TV (2017)
- TV3
- Oromar Televisión
- MNCTV